# Plagigeyeria reischuetzorum
Plagigeyeria reischuetzorum – gatunek ślimaka z rzędu Littorinimorpha i rodziny źródlarkowatych.
Gatunek ten opisany został po raz pierwszy w 2020 roku przez Jozefa Grego. Jako miejsce typowe wskazano źródło Vrijeka w gminie Bileća w Bośni i Hercegowinie. Epitet gatunkowy nadano na cześć rodziny austriackich malakologów, w tym Alexandra Reischütza, Petera L. Reischütza i Nicole Steiner-Reischütz.
Ślimak ten osiąga do około 2,7 mm wysokości i do około 1,7 mm szerokości muszli, której barwa jest żółtaworogowa. Kształt muszli jest wąsko-stożkowaty z zaokrąglonym szczytem. Zagęszczenie żeberek spiralnych na protokonsze zmniejsza się w kierunku dowierzchołkowym. Powierzchnia protokonchy pomiędzy tymi żeberkami ma ziarenkowatą rzeźbę. Na skrętkę muszli składa się 5 wypukłych skrętów oddzielonych stosunkowo słabo wgłębionymi szwami. Dołek osiowy ma formę wąsko-szczeliniastą. Kształt ujścia muszli jest trąbkowaty, nieregularnie owalny. Ostra perystoma jest silnie odwinięta dozewnętrznie wzdłuż krawędzi ujścia. W widoku nasadowym ujście wystaje poza obrys muszli w stopniu wyraźnym.
Gatunek ten jest endemitem Bośni i Hercegowiny. Znany jest z dwóch stanowisk w gminie Bileća w Republice Serbskiej. Są to: źródło Vrijeka w miejscowości Berkovići na terenie Dabarsko polja oraz estawela Obod w miejscowości Orahovice na terenie Fatničko polja. Mięczak ten zasiedla bentos. Należy do zdrapywaczy żerujących na peryfitonie.